# Enarei
Los enarei (en griego antiguo: ἐναρής) era una casta de chamanes andróginos de los antiguos escitas. Eran los encargados de consultar a los dioses a través del éxtasis religioso conseguido por medio de enteógenos. No poseían templos, sino que practicaban sus rituales en la naturaleza.

## Historia
Según Heródoto, los enarei surgieron como consecuencia del castigo que Afrodita (identificada aquí con la Argimpasa escita y la Astarté fenicia por medio de la interpretatio graeca) infligió sobre los escitas por saquear su templo en Ascalón (sucedido entre 653 y 625 a. C.), haciendo que varios de sus descendientes sufrieran la "enfermedad de la feminidad". Se decía que todos los que visitaban territorio escita corrían el riesgo de contraerla también.

Existen entre los escitas muchos adivinos, los cual ejercen su arte por medio de varillas de sauce como ya mostraré. Traen grandes hatos de estas varillas, las tienden en el suelo y las desatan, y pronuncian sus augurios mientras las tienden una por una; y mientras hablan, juntan las varas otra vez y las vuelven a reunir. Esta forma de adivinación es hereditaria entre ellos. Pero los enarei, adivinos hermafroditas, dicen que fue Afrodita quien les concedió el arte de profetizar, y lo practican a su vez sobre corteza de tilo. Cortan la corteza en tres porciones y profetizan mientras las trenzan y destrenzan entre los dedos.

Hipócrates alumbra un poco más sobre los enarei en su trabajo Sobre los aires, aguas y lugares. El médico identifica a los enarei como eunucos de origen noble que habían asumido roles femeninos como consecuencia de su impotencia sexual, lo cual infundía temor a sus compatriotas, y especula con que la causa de esta patología era el constante viaje a caballo de los escitas.